# Fernando Rodríguez Serena
Fernando Rodríguez Serena (28 de gener de 1941 - 15 d'octubre de 2018) va ser un futbolista espanyol que va jugar d'extrem dret.
Va participar en 144 partits de la primera divisió durant nou temporades, marcant un total de 23 gols amb el Reial Madrid, l'Osasuna i l'Elx CF. Amb el primer club, va guanyar la Copa d'Europa de 1966. Va ser internacional amb la selecció espanyola.

## Carrera de club
Nascut a Madrid, Serena va acabar el seu desenvolupament al Reial Madrid i va començar la seva carrera sènior amb el filial. Després va tenir una cessió de dos anys al CA Osasuna, va debutar a la primera divisió el 3 de setembre de 1961 en un empat 2-2 a casa contra el RCD Espanyol i va marcar el seu primer gol dues setmanes més tard per ajudar els amfitrions a derrotar l'Atlètic de Madrid 3–1.
Retornat a l'Estadi Santiago Bernabéu, Serena va participar en 86 partits competitius (15 gols) i formar part de les seleccions que van guanyar quatre campionats nacionals i l'edició 1965-66 de la Copa d'Europa. En aquesta darrera competició, va marcar el gol de la victòria a la final contra l'FK Partizan, controlant la pilota amb el pit i fent volea des de fora de l'àrea en una victòria per 2-1 a Brussel·les.
Després de dues temporades més amb l'Elx CF, amb qui va participar en la final de la Copa del Generalíssim de 1969 contra l'Athletic Club, Serena va signar amb el club de Segona Divisió UE Sant Andreu el 1970. Després de 210 partits en totes les competicions al Camp Municipal Narcís Sala, es va retirar als 35 anys.

## Carrera internacional
Serena va disputar un partit per a la selecció espanyola, jugant la segona meitat del partit amistós 0-0 contra França el 9 de gener de 1963 després de substituir Enrique Collar al minut 46.

## Mort
Serena va morir a Pamplona, Navarra, el 15 d'octubre de 2018, a l'edat de 77 anys. S'havia establert a la ciutat després de jubilar-se, casar-se amb María Ángeles Gastón i tenir dos fills.

## Palmarès
Reial Madrid
- La Lliga: 1963–64, 1964–65, 1966–67, 1967–68
- Copa d'Europa: 1965–66